# 11-я отдельная бригада армейской авиации (Украина)
11-я отдельная бригада армейской авиации «Херсон» (укр. 11-та окрема бригада армійської авіації «Херсон», сокр. 11 ОБрАА, в/ч А1604, пп В4067) — воинское формирование армейской авиации Украины численностью в бригаду. Базируется в селе Чернобаевка, Херсонской области. Подчиняется напрямую командованию Сухопутных войск.

## История

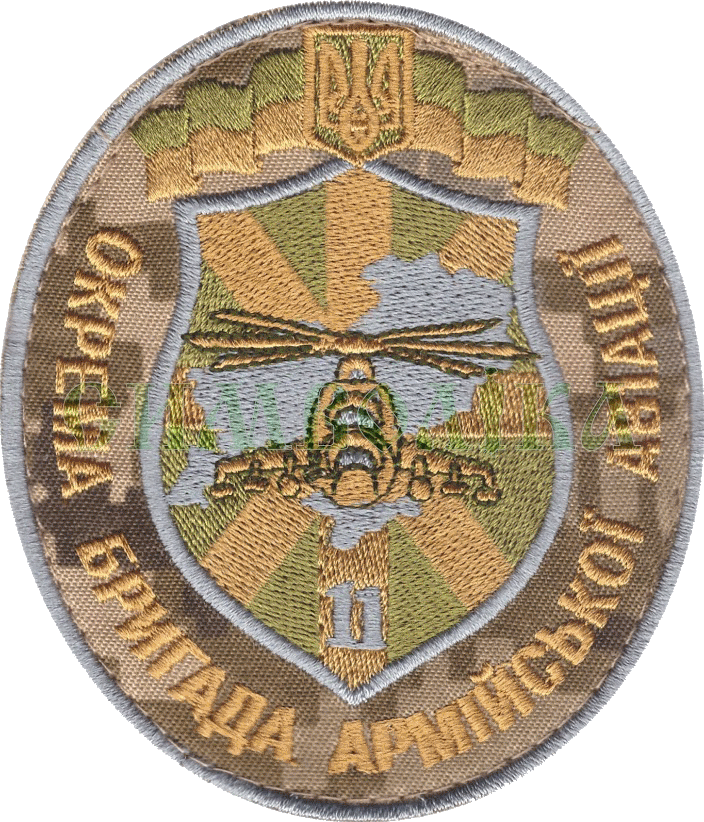
Предыдущая эмблема бригады

12 января 1992 года, после распада СССР, 320-й отдельный вертолетный полк принял присягу на верность Украине.
Во время войны в Абхазии личный состав и вертолеты части вместе с другими авиасоединениями участвовали в эвакуации мирного населения из Кодорского ущелья .
В 1994 году соединение вместе с несколькими другими воинскими частями образовало 2-ю бригаду армейской авиации Одесского военного округа. С 20 августа 2003 года 11-й полк авиации входил в состав 79-й аэромобильной бригады.
По состоянию на 2013 год, на базе полка была развернута бригада.

### Российско-украинская война
С началом российской агрессии подразделения бригады были переброшены к административной границе с Крымом для усиления уже имевшихся там частей.
18 марта 2015 168 бойцов бригады были выведены из зоны проведения антитеррористической операции на Донбассе. За это время бригада потеряла погибшими 3 человека.
1 декабря 2018 года бригада получила отремонтированный Ми-8 МТ.
14 октября 2019 бригаде было присвоено почетное наименование «Херсон» указом президента Украины В. Зеленского.

## Оснащение
На вооружении стоят вертолеты Ми-2, Ми-8 и Ми-24 различных модификаций.

## Командование
- полковник Королев, Борис Анатольевич
- полковник Крамаренко, Валентин Иванович
- полковник Иващенко, Юрий Михайлович
- полковник Чуп, Василий Васильевич
- полковник Шлюхарчук, Тарас Владимирович
- полковник Самиленко, Максим Михайлович
- полковник Минаков, Руслан Викторович[укр.]

## Потери
- Тихолоз Андрей Павлович, майор, погиб 13 июня 2014 года в районе Амвросиевки, вылетев на задание по эвакуации раненых.
- Меленчук Александр Михайлович, капитан, погиб 11 июля 2014 года.
- Арциленко Дмитрий Юрьевич, майор, скончался 12 августа 2014 года в госпитале, был ранен в голову 7 августа 2014 года, во время обстрела санитарного вертолета Ми-8 близ Савур-Могилы.

## Награды и наименования
18 декабря 2014 более 25 государственных наград (Орден Данила Галицкого, ордена «За мужество» III ст., медали «За военную службу Украине») были вручены бойцам бригады. Орденом Богдана Хмельницкого III степени были награждены посмертно майоры Андрей Тихолоз и Дмитрий Арциленко.
Бригаде присвоено почетное наименование «Херсон» указом президента Украины В. Зеленского.